# GDL
GDL=Geometric Description Language(幾何記述言語)は、ArchiCADライブラリオブジェクトのプログラミング言語で、そのCADオブジェクトのファイルフォーマットはGSM。

## 使用方法
GDLのオブジェクトはAutoCADのブロックに似ている。ブロックと違う点はパラメトリックである事で、2次元と3次元の機能が連動しているため、断面図では側面、平面図では上面、3Dでは投影図など、どの視点からも正確な表現を得ることができる。GDLスクリプトの主な役割は、ArchiCADのライブラリ部品を定義することで、3Dモデル、3Dモデルからの断面/立面および平面の投影、2Dシンボル、UI表示、リスト情報を定義できる。
ArchiCADの各バージョンには家具、窓、ドア、樹木、人物、車、建設部材などのデフォルトライブラリが含まれている。
詳細でパラメトリックなオブジェクトを販売している企業のウェブサイトもあり、樹木、人物などデフォルトライブラリには含まれていないような、より優れた多様なオブジェクトが提供されている。

## ライセンス
GDLは無償提供されており(ただしArchiCAD本体は有償)、グラフィソフト社のLP_XMLConverterやGDL Web Plug-Inなどの無償ツールを使用して、GDLのオブジェクトライブラリの開発が可能。

## 技術情報
GDLプログラム言語はBASICに似ており、同じような制御構文や変数論理を持っている。
GDLの2Dおよび3Dでは、全てのモデル要素がローカル座標にリンクしている。必要な位置に要素を配置するには、座標を必要な位置および向きに移動し、その後要素を生成する。座標に対する移動、回転、伸縮は、「変換 (数学)」と呼ばれる。変換はスタックとして保存され、さらに変換を行ったり、変換の一部を削除することも可能。
GDLは下位互換となっており、ArchiCADライブラリ部品を作成したArchiCADの継続バージョンで開くことは可能だが、それ以前のバージョンで開くことはできない。
詳細な技術情報については、ArchiCAD最新版の「GDLリファレンスマニュアル」を参照。